# Humedal de Whangamarino
El humedal de Whangamarino en la región de Waikato es el segundo mayor complejo de humedales de la Isla Norte de Nueva Zelanda. Abarca una superficie total de más de 7200 hectáreas, el Departamento de Conservación Te Papa Atawhai gestiona 5.923 hectáreas de turberas, pantanos, rezagos mesotróficos, aguas abiertas y sistemas fluviales que figuran como humedal de importancia internacional por el Convenio de Ramsar. La organización de caza y pesca Fish and Game New Zealand es el segundo mayor propietario de tierras, manejando 748 hectáreas de humedales sobre todo el hábitat de Aves de Caza.